# El Rosario
El Rosario ist ein Gemeindebezirk mit 17.983 Einwohnern (Stand: 2024) im Nordosten der Kanareninsel Teneriffa. Sie ist mit der östlichen Nachbargemeinde Santa Cruz de Tenerife über  die  Südautobahn TF-1 verbunden. Weitere Nachbargemeinden sind San Cristóbal de La Laguna im Norden, Candelaria im Süden, La Matanza de Acentejo und El Sauzal im Westen und Tacoronte im Nordwesten.
Die Gemeinde El Rosario hat eine Ausdehnung von 39,42 km² und erstreckt sich von 0 m bis 905 m über dem Meeresspiegel.

## Ortsteile
- La Esperanza (Verwaltungssitz)
- Barranco Hondo
- Las Barreras
- Lomo Pelado
- Llano del Moro
- Machado
- Radazul
- Las Rosas
- El Chorillo (San Isidro)
- Tabaiba
- Llano Blanco
- Boca Cangrejo
- Costa Caricia
- Costanera

## Einwohner
| Jahr | Einwohner | Bevölkerungsdichte |
| ---- | --------- | ------------------ |
| 1991 | 8.103     |                    |
| 1996 | 10.880    |                    |
| 2001 | 13.462    | 345,2 Ew./km²      |
| 2002 | 13.718    |                    |
| 2003 | 14.862    | 377,1 Ew./km²      |
| 2004 | 15.542    | 391,0 Ew./km²      |
| 2005 | 16.024    |                    |
| 2014 | 17.329    | 439,6 Ew./km²      |
| 2016 | 17.191    | 436,1 Ew./km²      |